# Uracanthus glabrilineatus
Uracanthus glabrilineatus är en skalbaggsart som beskrevs av Lea 1917. Uracanthus glabrilineatus ingår i släktet Uracanthus och familjen långhorningar. Inga underarter finns listade i Catalogue of Life.